# Janela (Cap Verd)
Janela (crioll capverdià Jenéla) és una vila a l'est de l'illa de Santo Antão a l'arxipèlag de Cap Verd. Està situada a la costa de l'oceà Atlàntic, 4 km al sud-est de Pombas i 14 km al nord-est de la capital de l'illa Porto Novo. El poble central, Pontinha, es troba en una península rocosa. Altres llogarets estan situades a la vall del riu Ribeira da Janela.
A uns 2 km a l'est de la localitat hi ha el punt més oriental de l'illa, Ponta do Tumbo i el seu far també conegut com a Far de Fontes Pereira de Melo, que és rarament actriu des de l'any 2006.
No gaire lluny de Janela, el llit del riu compta amb la Pedra Scrivida (o Pedra Escrivida), descrita per Gavin Menzies al seu llibre contravertit 1421: The Year China Discovered the World
El resident més notable és Antoninho Travadinha (conengut com a Travadinha), un dels músics més autodidactes del país. L'equip de futbol és la União Desportivo Janela (UD Janela) que juga al a primera divisió del Nord de Santo Antão.